# Církevní gymnázium Plzeň
Církevní gymnázium Plzeň je katolické gymnázium, která poskytuje osmileté všeobecné gymnaziální vzdělání denní formou studia a čtyřleté gymnaziální vzdělání dálkovou formou studia. Jde o jediné církevní gymnázium v západních Čechách a plzeňské diecézi, která je jeho zřizovatelem.

## Sídlo
Gymnázium zřizované plzeňskou diecézí sídlí na Mikulášském náměstí v budově náležící městu Plzni. Čelní strana byla zrekonstruována během roku 2012 a pravá boční strana během roku 2013.

## Historie
Budova bývalé měšťanské školy a dnešního Církevního gymnázia byla postavena v letech 1869–1897. Dostavba dvoupatrové školy probíhala v letech 1907–1908. Autorem architektonických plánů se stal arch. František Auer. Škola je postavena v novorenezančním slohu s půdorysem ve tvaru „U“. Škola se stala hlavní dominantou Mikulášského náměstí. Dříve byla nazývána školou „Pod hodinami“, kvůli střednímu mohutnému rizalitu s dvěma portály a hodinovým štítem pod kopulí. Tento název vydržel škole až do šedesátých let.
Měšťanská škola se dříve rozdělovala na dívčí a chlapeckou. Ve dvorním traktu byla dříve umístěna tělocvična, kaple a školní hřiště. Objekt dále plnil funkci základní školy až do 80. let a dále se stal působištěm pro Vysokou školu strojní a elektrotechnickou. Po této éře bylo nutné podstoupit nákladnou rekonstrukci. V roce 1993 připadla budova nově založenému Církevnímu gymnáziu Plzeň.

## Výuka
Studuje na něm asi 560 studentů (500 denní osmiletý program a 60 dálkový čtyřletý program). Škola klade důraz na výuku jazyků, mezi povinné předměty patří i religionistika. Žáci jsou vychováváni v křesťanském duchu, ovšem převážná část studentů jsou ateisté.[zdroj⁠?!]

## Projekt Navzdory
Škola vytváří projekt Navzdory, který reflektuje moderní české dějiny a seznamuje studenty vyššího gymnázia s osobnostmi, „které NAVZDORY režimu, politické moci projevily svoji osobní statečnost“. Součástí projektu jsou rozhovory s odpůrci nacistického a komunistického režimu (např. biskup Václav Malý, generál Antonín Husník) a pamětníky těchto diktatur, poznávací exkurze (např. Terezín, Lidice), prezentace tematických filmů (např. Hitler, Stalin a já, Železná opona, In nomine patris), součástí projektu je i prezentace výstav přístupných veřejnosti.

## Gen Rosso
Od 5. září do 11. září 2011 si po cestě kolem Čech vybrala skupina Gen Rosso, do svého projektu. Pozadí scén dodnes visí u schodů v gymnáziu.